# Distretto di Ėrdėnėbulgan (Hôvsgôl)
Il distretto di Ėrdėnėbulgan  è uno dei ventitré distretti (sum) in cui è suddivisa la provincia del Hôvsgôl, in Mongolia. Conta una popolazione di 2.763 abitanti (censimento 2009).